# Gonomyia (Leiponeura) batesi
Gonomyia (Leiponeura) batesi is een tweevleugelige uit de familie steltmuggen (Limoniidae). De soort komt voor in het Neotropisch gebied.